# Religione nelle Maldive
L'islam sunnita è la religione di stato nelle Maldive e la costituzione richiede che tutti i cittadini siano musulmani. Ufficialmente non ci sono cittadini maldiviani di religioni diverse dall'islam e i seguaci di altre religioni sono i residenti stranieri. Ogni cittadino straniero che voglia acquisire la cittadinanza maldiviana deve prima convertirsi all'islam. I lavoratori stranieri presenti nel Paese provengono soprattutto da India, Pakistan, Bangladesh e Sri Lanka e sono di religione musulmana, buddhista, induista  e cristiana. Una stima del 2020 dell'Association of Religion Data Archives (ARDA) dà i musulmani al 98,7% circa della popolazione, i buddhisti allo 0,6% circa della popolazione, gli induisti allo 0,3% circa della popolazione e i cristiani allo 0,3% circa della popolazione, mentre il restante 0,1% della popolazione comprende i bahai e coloro che non seguono alcuna religione.
La libertà di religione non è prevista dalla costituzione. La sharia costituisce la base della legislazione. La conversione dall'islam ad un'altra religione è vietata e si incorre nel reato di apostasia, che comporta la perdita della cittadinanza, oltre a punizioni più severe che possono essere comminate dal giudice. I residenti stranieri che non sono musulmani non hanno il diritto di praticare pubblicamente la propria fede e il divieto vale anche per i turisti stranieri. Il proselitismo religioso effettuato dai non musulmani verso i musulmani è illegale. Poiché nella pratica pubblica non è consentita alcuna fede differente da quella islamica, non si sono luoghi di culto diversi dalle moschee. I residenti stranieri possono tuttavia pregare in privato, ma senza coinvolgere cittadini maldiviani. La legge proibisce l'importazione di materiale contrario alla religione islamica, come la letteratura religiosa, immaginette e statuette religiose, alcolici e carne di maiale.